# Geronimo Goeloe
Geronimo Goeloe (Willemstad, 18 novembre 1981) è un ex velocista arubano, che ha gareggiato per le Antille Olandesi fino allo scioglimento del paese nel 2008.

## Biografia
Nato sull'isola di Curaçao, ha gareggiato per le Antille Olandesi a partire dal 2000. A livello individuale è riuscito anche a qualificarsi ai Giochi olimpici di Atene 2004, senza proseguire oltre le batterie, e a vincere una medaglia di bronzo ai Campionati sudamericani in Colombia.  Con la staffetta ha preso parte alla finale dei Mondiali di Helsinki. Con la dissoluzione dello stato caraibico olandese, ha partecipato ad un altro Mondiale, nel 2011 in Corea del Sud, questa volta da solo ma senza troppo successo.
Ha studiato educazione fisica a Porto Rico, dove ha partecipato a numerosi campionati studenteschi e seniores.

## Palmarès
| Anno                                     | Manifestazione             | Sede           | Evento      | Risultato        | Prestazione | Note |
| ---------------------------------------- | -------------------------- | -------------- | ----------- | ---------------- | ----------- | ---- |
| In rappresentanza delle Antille Olandesi |                            |                |             |                  |             |      |
| 2002                                     | Campionati NACAC U25       | San Antonio    | 400 m piani | 8º               | 47"55       |      |
| 2002                                     | Giochi CAC                 | San Salvador   | 400 m piani | 8º               | 48"14       |      |
| 2003                                     | Campionati CAC             | Saint George's | 400 m piani | Batteria         | 47"39       |      |
| 2003                                     | Giochi panamericani        | Santo Domingo  | 400 m piani | Semifinale       | 47"61       |      |
| 2003                                     | Giochi panamericani        | Santo Domingo  | 4×100 m     | 4º               | 39"19       |      |
| 2004                                     | Giochi olimpici            | Atene          | 200 m piani | Batteria         | 21"09       |      |
| 2005                                     | Campionati CAC             | Nassau         | 400 m piani | Batteria         | 47"26       |      |
| 2005                                     | Campionati sudamericani    | Cali           | 200 m piani | Bronzo           | 20"80       |      |
| 2005                                     | Campionati sudamericani    | Cali           | 400 m piani | 4º               | 46"65       |      |
| 2005                                     | Mondiali                   | Helsinki       | 4×100 m     | 6º               | 38"45       |      |
| 2007                                     | Universiadi                | Bangkok        | 100 m piani | Quarti di finale | 10"79       |      |
| 2007                                     | Universiadi                | Bangkok        | 200 m piani | Seminfinale      | 21"67       |      |
| In rappresentanza di Aruba               |                            |                |             |                  |             |      |
| 2011                                     | Campionati sudamericani    | Buenos Aires   | 100 m piani | Batteria         | 10"68       |      |
| 2011                                     | Campionati sudamericani    | Buenos Aires   | 200 m piani | Batteria         | 21"84       |      |
| 2011                                     | Campionati CAC             | Mayagüez       | 100 m piani | Batteria         | 10"68       |      |
| 2011                                     | Mondiali                   | Taegu          | 100 m piani | Batteria         | 10"84       |      |
| 2012                                     | Campionati ibero-americani | Barquisimeto   | 100 m piani | Batteria         | 10"76       |      |
| 2012                                     | Campionati ibero-americani | Barquisimeto   | 200 m piani | Batteria         | 21"37       |      |